# Dubai Motor City
Dubai Motor City is een wijk in Dubai. De wijk is nog in aanbouw, maar een gedeelte is al afgewerkt. Dubai Motor City bevat:
- Dubai Autodrome, een racebaan
- F-1X, een pretpark over auto's
- UpTown Motor City, een residentieel gebied
- Green Community Motor City, een residentieel gebied
- Business Park Motor City, een kantorenwijk

In 2004 werd de Dubai Autodrome geopend. De rest moest in 2009 af zijn, maar door de kredietcrisis is die nog niet geopend. Dubai Motor City beslaat een oppervlakte van 3,5 km².